# La Coruña (provins)
La Coruña (galicisk: A Coruña) er en provins i det nordvestlige Spanien ved kysten af Atlanterhavet. Den er en af fire provinser i den autonome region Galicien. Provinsen grænser til Atlanten i vest og i nord, og til Pontevedra i syd og Lugo i øst.
Provinsen har et areal på 7.950 km² og omkring 1,1 millioner indbyggere. Hovedstaden i provinsen er A Coruña, hvor der bor omkring 245.000 indbyggere. Der er 96 kommuner i provinsen.

## Største byer
| Kommune                | Indbyggere (2007) |
| ---------------------- | ----------------- |
| La Coruña              | 245 164           |
| Santiago de Compostela | 93 712            |
| Ferrol                 | 75 181            |
| Narón                  | 36 245            |
| Oleiros                | 31 694            |
| Carballo               | 30 091            |
| Arteixo                | 27 713            |
| Ribeira                | 27 181            |
| Culleredo              | 26 707            |
| Ames                   | 24 553            |
| Cambre                 | 22 513            |
| Boiro                  | 18 547            |
| Teo                    | 17 441            |